# Admittance
L'admittance, notée Y, est l'inverse de l'impédance. Elle se mesure en siemens (S).
Elle est définie par :
{\displaystyle Y=Z^{-1}=1/Z\,}
Avec :
- Y l'admittance en S ;
- Z l'impédance en Ω.

L'impédance étant une résistance complexe, et la conductance G étant l'inverse de la résistance, l'admittance est une conductance complexe.
La partie réelle de l'admittance est la conductance, sa partie imaginaire est la susceptance :
{\displaystyle Y=G+jB\,}
Le module de l'admittance est donné par (comme tous les nombres complexes) :
{\displaystyle \left|Y\right|={\sqrt {G^{2}+B^{2}}}\,\!}
Avec :
- G la conductance en S ;
- B la susceptance en S.

On a donc : 
- {\displaystyle Y={\frac {R-jX}{R^{2}+X^{2}}}\,} ;
- {\displaystyle G={\frac {R}{R^{2}+X^{2}}}\,} ;
- {\displaystyle B={\frac {-X}{R^{2}+X^{2}}}\,} ;

et symétriquement : 
- {\displaystyle Z={\frac {G-jB}{G^{2}+B^{2}}}\,} ;
- {\displaystyle R={\frac {G}{G^{2}+B^{2}}}\,} ;
- {\displaystyle X={\frac {-B}{G^{2}+B^{2}}}\,}.